# 60-talspop/rock
60-talspop/rock är ett samlingsbegrepp för rock och popmusik som producerades på 1960-talet.  Namnet är en sentida konstruktion som ofta gäller från slutet av 1950-talet, i början av 1960-talet och slutar i slutet av 1960-talet, då hippie-vågen tar över.
Begreppet inkluderar främst gitarrbaserade grupper, som The Beatles, vilka gav upphov till The British Invasion, med band såsom The Dave Clark Five, The Rolling Stones. Folkrock (Bob Dylan) , "Surf" (The Beach Boys), Motown (The Temptations), "Garage" (The Sonics) och "Psychedelia (13th Floor Elevator) kan också räknas in i denna kategori.
 